# بکاسی
بکاسی (اندونزیایی: Bekasi) شهری در استان جاوه غربی کشور اندونزی است. جمعیت این شهر بر اساس سرشماری سال ۱۹۹۰ میلادی، ۶۴۴٫۲۸۴ نفر و بر اساس سرشماری سال ۲۰۰۰ میلادی، ۱٫۲۹۴٫۲۵۸ بوده که در سال ۲۰۰۷ میلادی به ۱٫۶۱۹٫۷۷۵ نفر افزایش یافته‌است.